# Ejler Borch
Ejler Borch (f. 6. december 1925) er en tidligere dansk maskinmester og modstandsmand.
I august 1944 blev Ejler rekrutteret til en sabotagegruppe under ledelse af Pierre Jacques Honoré, kaldet "Mads," i modstandsorganisationen BOPA (Borgerlige Partisaner) under kompagni "IB," ledet af Ole Ewé. Ejler, med dæknavnet "Thor," deltog i en række af de største sabotageaktioner under besættelsen, herunder sabotageaktionen mod Cheminovas afdeling i Mørkhøj den 14. februar 1945, aktionen mod "Tankstelle" i Vanløse den 16. februar 1945 og angrebet på fabrikken "Always" i Boyesgade den 27. marts 1945.
I dag er Ejler det sidste nulevende medlem af modstandsgruppen BOPA.
I november 2024 udkom erindringsbogen Den sidste sabotør om Ejlers indsats i frihedskampen, skrevet af forfatteren Anders Hauch Fenger.